# Campiere

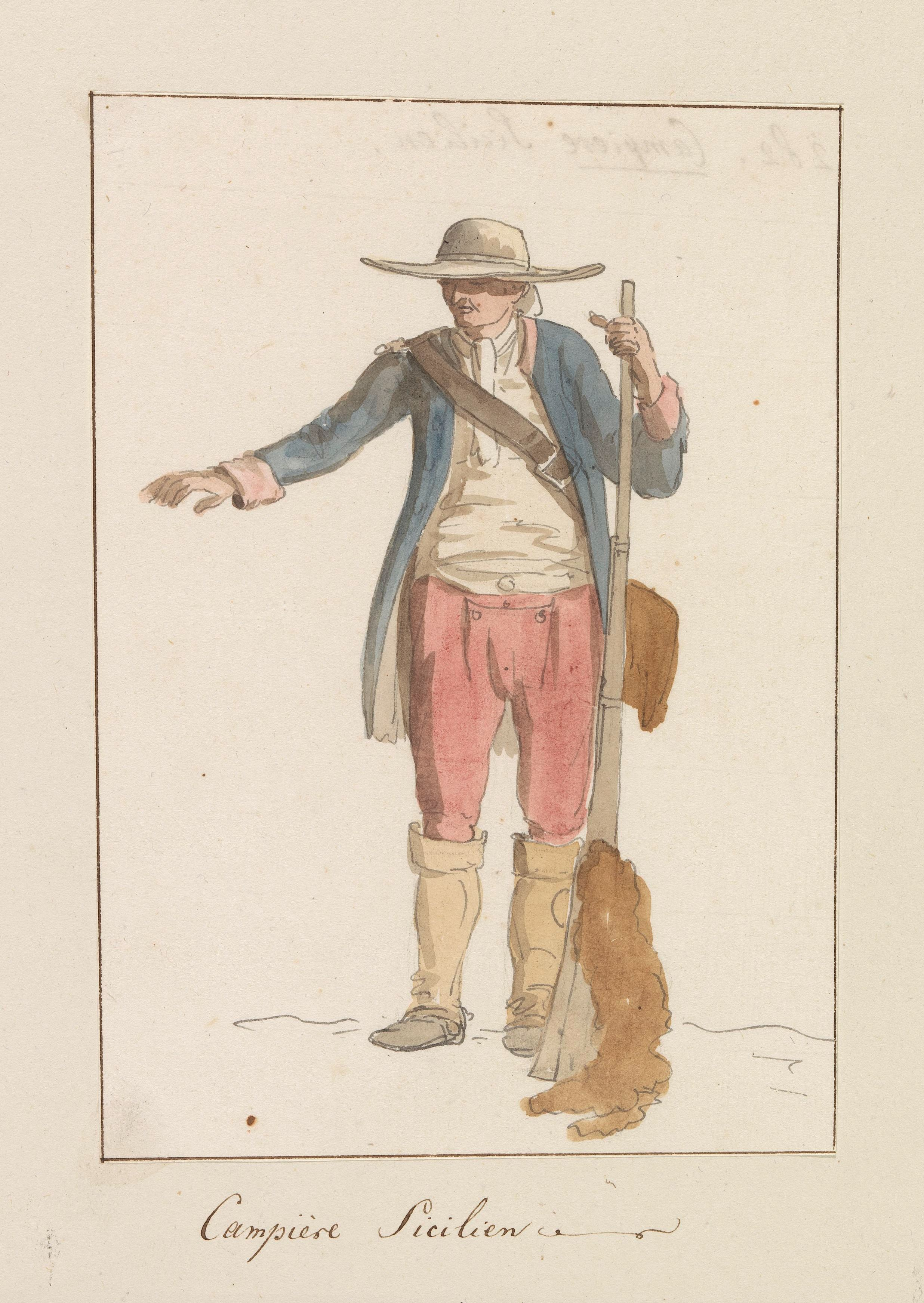
Un campiere in un acquerello del 1778, opera del pittore svizzero Louis Ducros (Rijksprentenkabinet, Rijksmuseum, Amsterdam)

Il campiere, in Italia, era una guardia campestre ovvero una guardia privata di una tenuta agricola.
Rispondeva del suo operato al gabellotto e, tramite questi, al proprietario latifondista.

## Storia
Figura tipica della Sicilia dell'XIX secolo, invero erano presenti nelle zone agricole di tutta Italia, ma in forma temporanea: uomini di fiducia del proprietario, del mezzadro o dell'affittuario, perlopiù disarmati, controllavano, in ronda o da postazioni sopraelevate, le coltivazioni nel periodo prossimo alla raccolta, per prevenire furti, danneggiamenti e incendi dolosi delle messi mature.

## Letteratura
Lo scrittore catanese Giovanni Verga menziona i campieri nelle sue opere. Nella novella Libertà l'autore tratta della rivolta contadina del 1860 a Bronte (Catania). Dalla folla che "spumeggiava e ondeggiava davanti al casino dei galantuomini" si odono queste grida : 
 Più oltre Verga aggiunge: "La baronessa aveva fatto barricare il portone: travi, carri di campagna, botti piene, dietro; e i campieri che sparavano dalle finestre per vender cara la pelle".